# Gambialoa lutfyi
Gambialoa lutfyi är en insektsart som beskrevs av Einyu och M. Firoz Ahmed 1982. Gambialoa lutfyi ingår i släktet Gambialoa och familjen dvärgstritar.
Artens utbredningsområde är Uganda. Inga underarter finns listade i Catalogue of Life.